# Anosia estevana
Anosia estevana är en fjärilsart som beskrevs av Talbot 1943. Anosia estevana ingår i släktet Anosia och familjen praktfjärilar. Inga underarter finns listade i Catalogue of Life.